# Eugenio Sbarbaro
Eugenio Sbarbaro (3 juli 1934) is een Italiaans geestelijke van de Rooms-Katholieke Kerk en diplomaat voor de Heilige Stoel, waaronder voor Suriname.

## Biografie
Sbarbaro werd op 11 juni 1960 tot priester gewijd. Nadat hij in 1968 toetrad tot de diplomatieke dienst van de Heilige Stoel, brachten zijn eerste opdrachten hem naar Paraguay, Oeganda, Turkije en de Verenigde Staten.
Op 14 september 1985 werd hij door paus Johannes Paulus II benoemd tot titulair aartsbisschop van Tiddi (Algerije) en tot apostolisch pro-nuntius in Malawi en Zambia. Op 19 oktober van dat jaar werd hij tot bisschop gewijd door kardinaal Agostino Casaroli.
Op 7 februari 1991 volgde zijn benoeming tot apostolisch pro-nuntius in een reeks Caribische landen: Antigua en Barbuda, de Bahama's, Barbados, Belize, Dominica, Jamaica, Grenada, Saint Vincent en de Grenadines, Saint Lucia en Trinidad en Tobago. Tegelijk werd hij apostolisch delegaat voor de Antillen. In de jaren daarop kwamen daar nog enkele benoemingen bij: tot nuntius in Suriname (13 juli 1994), Guyana (26 augustus 1997) en Saint Kitts en Nevis (23 oktober 1999).
Op 26 april 2000 werd hij benoemd tot apostolisch nuntius in Joegoslavië. Na het uiteenvallen van dat land bleef hij in functie en werd hij uiteindelijk nuntius in Servië. Zijn diplomatieke loopbaan eindigde op 8 augustus 2009, toen paus Benedictus XVI hem als nuntius in Servië verving.
Later werd Sbarbaro in nieuwsberichten in verband gebracht met pogingen van de Britse priester Michael Seed om pauselijke eretitels te verhandelen in ruil voor donaties, waarbij Sbarbaro een introductie zou hebben verzorgd voor een wapenhandelaar uit de Balkan.